# الدورة 26 للجنة التراث العالمي
الدورة السادسة والعشرين للجنة التراث العالمي انعقدت في الفترة ما بين 24 يونيو وحتى 29 يونيو من العام 2002، وذلك في مدينة بودابست بالمجر.

## الأعضاء
- الأرجنتين
- بلجيكا
- الصين
- كولومبيا
- مصر
- فنلندا
- اليونان
- المجر
- الهند
- لبنان
- المكسيك
- نيجيريا
- عُمان
- البرتغال
- كوريا الجنوبية
- روسيا
- سانت لوسيا
- جنوب إفريقيا
- تايلاند
- المملكة المتحدة
- زيمبابوي